# Caddo Mills
Caddo Mills – miasto w Stanach Zjednoczonych, w stanie Teksas, w hrabstwie Hunt.